# Keratitis
Keratitis je upala rožnice oka. Razlikujemo površinski keratitis koji zahvaća površinske slojeve rožnice i obično ne ostavlja ožiljak i duboki keratitis koji zahvaća dublje slojeve rožnice, koji obično ostavlja ožiljak koji može ometati vid ako se nalazi u blizini vidne osi.

## Uzrok
Uzroci keratitsa mogu biti mnogobrojna stanja i bolesti čitavog tijela, koja mogu utjecati na rožnicu (npr. bakterije, virusi, gljivice, neuroparalitički keratitis kod klijenuti prve grane n. trigeminusa), kao i nepoznati uzroci u nekim slučajevima (npr. Sklerozirajući keratitis, Ulcus rodens).
Živi uzročnici:
- Acanthamoeba keratitis - teška upala rožnice uzrokovana amebama (najčešće Acanthamoeba) koja se javlja kod nosilaca leća.
- Bakterijski keratitis - upala koja nastaje najčešće nakon ozljede rožnice, kao komplikacija konjunktivitisa, kao posljedica pad imuniteta ili nošenja leća. Najčešći uzročnik je Staphylococcus aureus ili kod korisnika kontaktnih leća Pseudomonas aeruginosa.
- virusni keratitis - uzrokovan virusima, najčešće Herpex simplex virusima

## Simptomi, dijagnoza i liječenje
Simptomi su u početku bolesti vrlo često slični konjunktivitisu: osjetljivost oka na svijetlo fotofobija, crvenilo spojnice i osjećaj nelagode oka, da bi kasnije i u težim slučajevmia napredovali do jake boli, gubitka vida i nastanka gnoja.
Uspješna dijagnoza je vrlo značajna zato što se bolest vrlo često zamijeni za konjunktivitis. 
Bolest se liječi ovisno o uzroku (antibakterijski lijekovi kod bakterijske upale).

## Komplikacije
Upala može oštetiti rožnicu što dovodi do oštećenja vida. Također može doći i do pucanja rožnice što dovodi do endoftalmitisa (upale u oku) koja pak može rezultirati gubitkom čitavog oka. Mogu zaostati priraslice šarenice i rožnice (prednje sinehije). Ipak, u većini slučajeva bolest se uspješno liječi bez ikakvih posljedica za vid.
|  | Molimo pročitajte upozorenje o korištenju medicinskih informacija. Ne provodite liječenje bez savjetovanja s liječnikom! |